# Eestrum

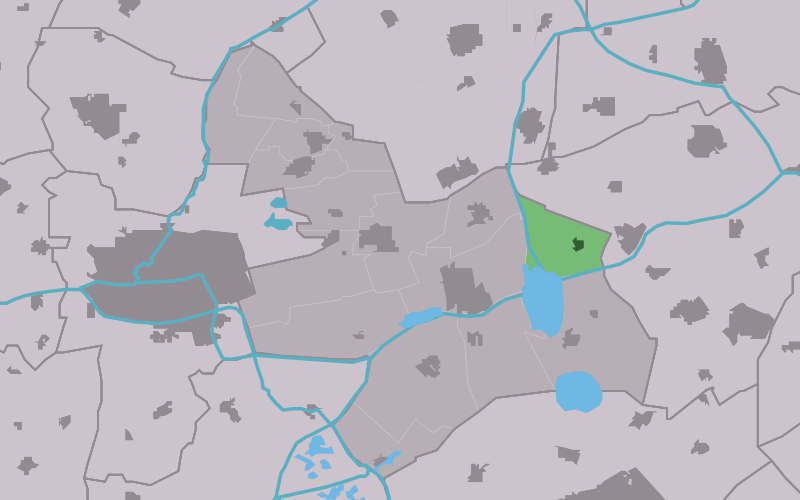
Eestrum

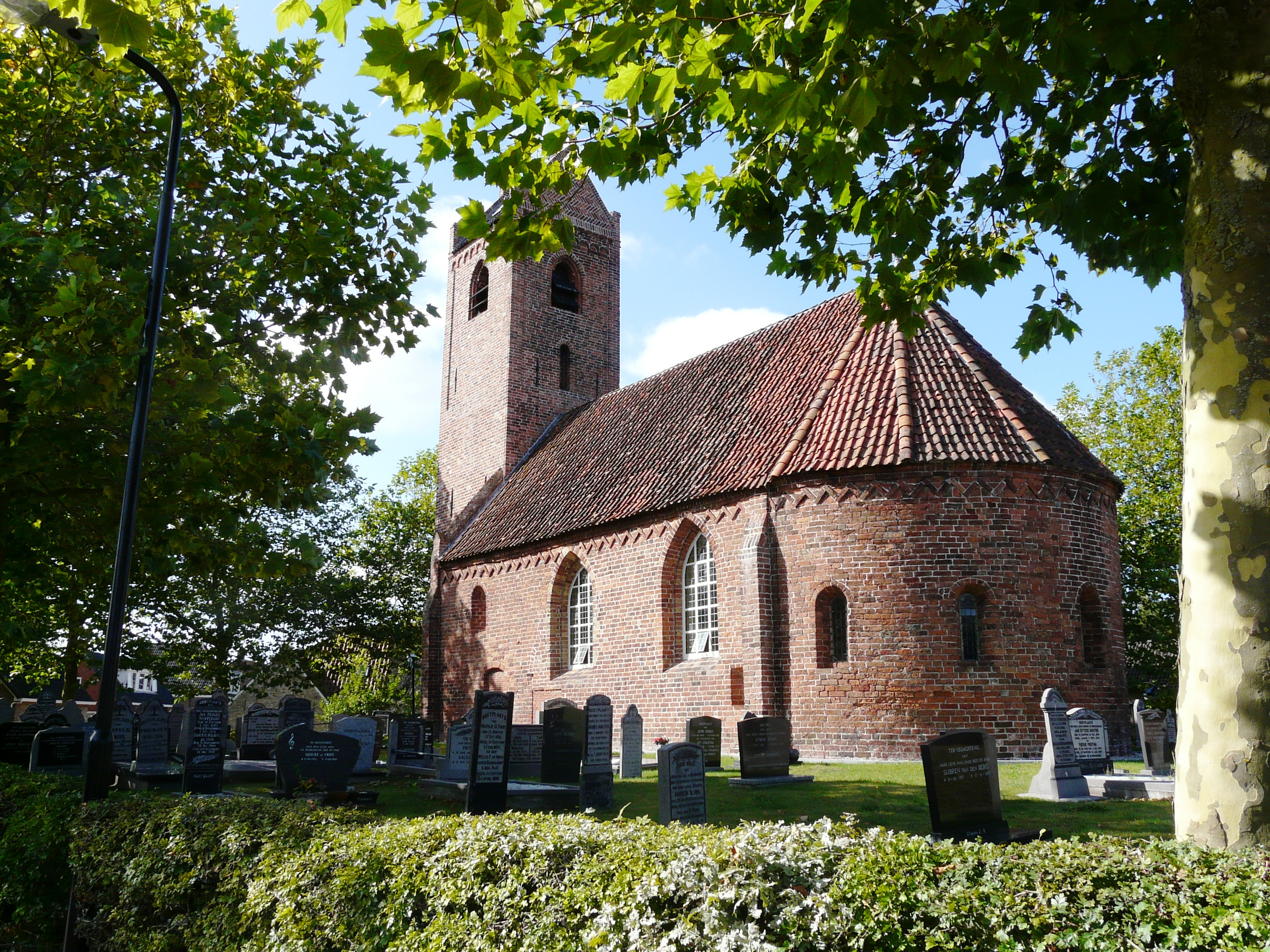
Kyrkan Eestrum

Eestrum (frisiska Jistrum) är en by i kommunen Tytsjerksteradiel i Friesland i norra Nederländerna. 2008 hade Eestrum cirka 964 invånare. .